# Canton de la Conca-d'Oro
Pour les articles homonymes, voir Conca (homonymie).
Le canton de Conca-d'Oro est une ancienne division administrative française, située dans le département de la Haute-Corse et la collectivité territoriale de Corse. Oletta était son chef-lieu.

## Étymologie
En 1973, le nouveau canton a reçu pour nom l'ancienne et prestigieuse appellation de cette riche (d'oro) conque (conca).

## Géographie

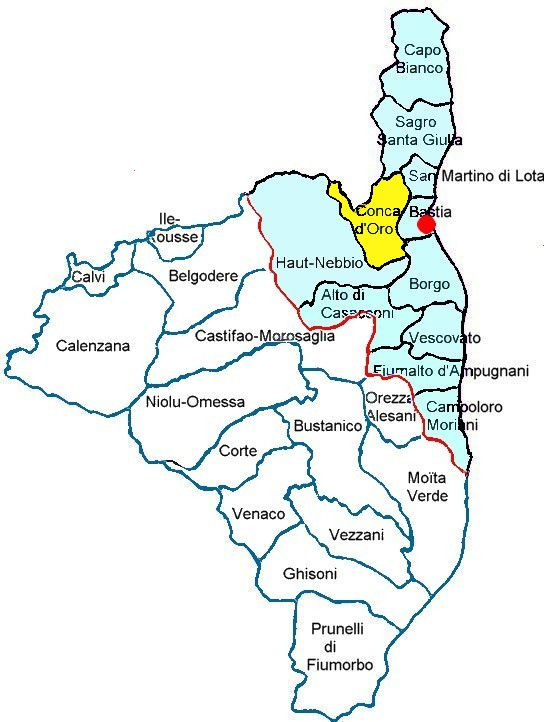
Localisation du canton de Conca-d'oro avant 2015 (en jaune) dans l'arrondissement de Bastia (en bleu).

Le canton de Conca-d'Oro était situé dans l'arrondissement de Bastia et la partie basse de la région du Nebbio. Cette plaine intérieure (A Conca) bénéficie d'un micro-climat favorisant l'agriculture.

## Histoire
- De 1833 à 1848, les cantons de Nonza, Oletta et Saint-Florent avaient le même conseiller général. Le nombre de conseillers généraux était limité à 30[1].

- Le canton de la Conca-d'Oro est créé en 1973 par la fusion des cantons d'Oletta et de Saint-Florent.

- Le 1er janvier 2010, le canton, avec celui du Haut-Nebbio, est retiré de l'arrondissement de Bastia et est rattaché à celui de Calvi[2].

- Il est supprimé par le décret du 26 février 2014, à compter des élections départementales de mars 2015[3]. Ses communes sont réparties entre les cantons de Biguglia-Nebbio et du Cap Corse.

## Représentation

### Conseillers généraux du canton d'Oletta (1833-1973)
| Période                                  | Période           | Identité                                   | Étiquette                        | Qualité                                                                                   |
| ---------------------------------------- | ----------------- | ------------------------------------------ | -------------------------------- | ----------------------------------------------------------------------------------------- |
| 1833                                     | 1835 (décès)      | M. Morati                                  |                                  | Propriétaire à Bastia                                                                     |
| 1835                                     | 1839              | M. Morati                                  |                                  | Conseiller municipal de Murato                                                            |
| 1839                                     | 1848              | Antoine Gentile                            |                                  | Ancien maire, propriétaire à Saint-Florent                                                |
| 1848                                     | 1864              | Vincent de Morlas                          |                                  | Propriétaire, maire d'Oletta, conseiller d'arrondissement                                 |
| 1864                                     | 1871              | Joseph Antoine Piazza                      |                                  | Maire de Poggio-d'Oletta                                                                  |
| 1871                                     | 1877              | M. Casale                                  | Droite                           |                                                                                           |
| 1877                                     | 1901              | François-Marie Piazza                      | Bonapartiste                     | Propriétaire à Poggio-d'Oletta                                                            |
| 1901                                     | 1902 (annulation) | Joseph Casale                              | Républicain                      | Propriétaire à Olmeta-di-Tuda                                                             |
| 1907                                     | 1919              | Vicomte François-Marie Piazza-Alessandrini |                                  | Avocat - Maire d'Oletta                                                                   |
| 1919                                     | 1940              | Joseph Agostini                            | Rad.                             | Procureur général près la Cour de Nîmes puis avocat général à la Cour d'appel de Chambéry |
|                                          |                   |                                            |                                  |                                                                                           |
| 1945                                     | 1951              | Ange Paul Cerani                           | Front national (Résistance) UDSR | Propriétaire, industriel                                                                  |
| 1951                                     | 1964              | Paul Guidi                                 | Rad.                             | Administrateur en chef de la France d'outre-mer                                           |
| 1964                                     | 1973              | Jean Mattei                                | UDR                              | Maire d'Oletta                                                                            |
| Les données manquantes sont à compléter. |                   |                                            |                                  |                                                                                           |

### Conseillers d'arrondissement du canton d'Oletta (de 1833 à 1940)
| Période                                  | Période | Identité                      | Étiquette | Qualité |
| ---------------------------------------- | ------- | ----------------------------- | --------- | --- |
| 1833                                     | 1848    | Vincent de Morlas (1788-1880) |           | Propriétaire à Oletta                                                                                       |
|                                          |         |                               |           | |
| 1852                                     | 1855    | Joseph-Marie Romanacce        |           | |
| 1855                                     |         | Hyacinthe Vinciguerra         |           | |
| avant 1877                               | 1880    | Joseph-Antoine Casale         |           | Maire d'Olmeta-di-Tuda                                                                                      |
| 1880                                     |         | André Santamaria              |           | Médecin, conseiller municipal d'Oletta                                                                      |
| 1904                                     |         | M. Greco                      |           | |
| 1919                                     | 1922    | M. Gregognia                  |           | |
| 1922                                     | 1928    | M. Tomasini                   |           | |
| 1928                                     | 1940    | M. Peretti                    |           | |
| 1940                                     |         |                               |           | Les conseils d'arrondissement ont été suspendus par la loi du 12 octobre 1940 et n'ont jamais été réactivés |
| Les données manquantes sont à compléter. |         |                               |           | |

### Conseillers généraux du canton de Saint-Florent (1833-1973)
| Période                                  | Période           | Identité                                      | Étiquette           | Qualité                                                                  |
| ---------------------------------------- | ----------------- | --------------------------------------------- | ------------------- | ------------------------------------------------------------------------ |
| 1833                                     | 1835 (décès)      | M. Morati                                     |                     | Propriétaire à Bastia                                                    |
| 1835                                     | 1839              | M. Morati                                     |                     | Conseiller municipal de Murato                                           |
| 1839                                     | 1848              | Antoine Gentile                               |                     | Ancien maire de Nonza, propriétaire à Saint-Florent                      |
| 1848                                     | 1874              | Maxime de Morati (1808-1894)                  | Droite              | Propriétaire Ancien sous-préfet de Bastia                                |
| 1874                                     | 1901 (décès)      | Antoine de Morati                             | Droite bonapartiste | Ancien conseiller à la Cour d'Appel de Bastia Maire de Saint-Florent     |
| 1901                                     | 1919              | Paul Feydel                                   | Républicain         | Docteur en médecine, maire de Saint-Florent                              |
| 1919                                     | 1922              | Pierre-Antoine, dit Pedrito Maestracci-Pietri | RG                  | Barde corse, poète national, adamantin cyrnéen Propriétaire à Patrimonio |
| 1922                                     | 1934              | Paul Feydel                                   | Républicain         | Médecin, maire de Saint-Florent                                          |
| 1934                                     | 1940              | Pierre Giamarchi                              | RG                  |                                                                          |
|                                          |                   |                                               |                     |                                                                          |
| 1945                                     | 1946 (annulation) | Basile Maestracci                             | Rad.-RPF            |                                                                          |
| 28 oct.1946                              | 1949              | M. Marinacci                                  | PCF                 |                                                                          |
| 1949                                     | 1961              | Basile Maestracci                             | RPF                 |                                                                          |
| 1961                                     | 1967              | Marcel Feydel (1922-2019)                     | DVD puis Rad.       | Maire de Saint-Florent (1974-2001)                                       |
| 1967                                     | 1973              | Jean Bozzi                                    | UDR                 | Ancien Préfet Député (1967-1973 et 1978-1981)                            |
| Les données manquantes sont à compléter. |                   |                                               |                     |                                                                          |

### Conseillers d'arrondissement du canton de Saint-Florent (de 1833 à 1940)
| Période                                  | Période    | Identité                            | Étiquette | Qualité |
| ---------------------------------------- | ---------- | ----------------------------------- | --------- | --- |
| 1833                                     | 1836       | M. Ferdinandi                       |           | Juge de paix à Brando                                                                                       |
|                                          |            |                                     |           | |
| 1852                                     | 1864       | Charles-Louis Léandri               |           | |
| 1864                                     | 1870       | Charles-Félix Marinetti             |           | |
| 1870                                     |            | Jules Georges Probe François Césari |           | Maire de Saint-Florent                                                                                      |
| avant 1877                               | après 1882 | Jean-François Gentile               |           | Avoué à Bastia                                                                                              |
| 1889                                     | 1895       | M. Poggi                            |           | Huissier |
| 1895                                     |            | Luc Octave Giovannetti (1850-1908)  |           | Maire de Barbaggio                                                                                          |
|                                          |            |                                     |           | |
| 1907                                     | 1913       | M. Pucci                            |           | |
| 1913                                     | 1919       | Jacques Devichi                     |           | Maire de Barbaggio                                                                                          |
| 1919                                     |            | François Murati                     |           | |
| 1940                                     |            |                                     |           | Les conseils d'arrondissement ont été suspendus par la loi du 12 octobre 1940 et n'ont jamais été réactivés |
| Les données manquantes sont à compléter. |            |                                     |           | |

### Conseillers généraux du Canton de La Conca-d'Oro (1973-2015)
| Période | Période           | Identité         | Étiquette                     | Qualité                                                                             |
| ------- | ----------------- | ---------------- | ----------------------------- | ----------------------------------------------------------------------------------- |
| 1973    | 1976 (annulation) | Jean Mattei      | UDR                           | Maire d'Oletta                                                                      |
| 1976    | 1979              | Marcel Feydel    | MRG                           | Inspecteur des impôts, ancien résistant, maire de Saint-Florent (1974-2001)         |
| 1979    | 1985              | Louis Dominici   | UDF                           | Conseiller des affaires étrangères, Inspecteur à l'environnement                    |
| 1985    | 1992              | Louis Sabini     | app.MRG                       | Maire d'Olmeta-di-Tuda (1964-2015)                                                  |
| 1992    | 2015              | M. Claudy Olmeta | Union Libérale de Progrès DVD | Cadre bancaire Maire de Saint-Florent Elu en 2015 dans le Canton de Biguglia-Nebbio |

- Résultats des élections cantonales

## Composition
Le canton de Conca-d'Oro comprenait huit communes et comptait 4 946 habitants, selon la population légale de 2011.
| Communes        | Population (2011) | Code postal | Code Insee |
| --------------- | ----------------- | ----------- | ---------- |
| Barbaggio       | 224               | 20253       | 2B029      |
| Farinole        | 224               | 20253       | 2B109      |
| Oletta          | 1 369             | 20232       | 2B185      |
| Olmeta-di-Tuda  | 351               | 20232       | 2B188      |
| Patrimonio      | 665               | 20253       | 2B205      |
| Poggio-d'Oletta | 208               | 20232       | 2B239      |
| Saint-Florent   | 1 636             | 20217       | 2B298      |
| Vallecalle      | 110               | 20232       | 2B333      |

## Démographie
| 1975  | 1982  | 1990  | 1999  | 2006  | 2011  |
| ----- | ----- | ----- | ----- | ----- | ----- |
| 2 778 | 3 228 | 3 513 | 3 832 | 4 555 | 4 946 |